# Paços de Ferreira (freguesia)
Paços de Ferreira is een plaats (freguesia) in de Portugese gemeente Paços de Ferreira en telt 6021 inwoners (2001).